# Фесенко Іван Олександрович
Іван Олександрович Фесенко (1906, хутір Водяна Балка Зіньківського повіту Полтавської губернії, тепер село Диканського району Полтавської області — розстріляний 28 серпня 1938, Москва) — український радянський діяч, начальник комбінату «Донбасвугілля». Депутат Верховної Ради СРСР 1-го скликання. Жертва сталінських репресій.

## Біографія
Народився у бідній селянській родині. Трудову діяльність розпочав у чотирнадцятирічному віці саночником на шахтах Донбасу. Потім працював бригадиром вибійників шахти.
Член ВКП(б).
Закінчив вечірні профтехкурси, гірничий технікум, робітничий факультет та гірничий інститут у Лисичанську. З 1930 року — заступник директор Лисичанського гірничого робітничого інституту із навчальної частини.
Працював начальником дільниці та начальником шахти 1-2 імені Мельникова, керував Брянським та Первомайським рудоуправліннями на Донбасі.
З травня 1936 по 1937 рік — керуючий тресту «Орджонікідзевугілля» у місті Єнакієве Донецької області.
У 1937 році — начальник Головвугілля Наркомату важкої промисловості СРСР. Потім працював головним інженером — заступником начальника Головвугілля СРСР.
У жовтні 1937 — 3 червня 1938 року — начальник комбінату «Донбасвугілля» Донецької області — заступник начальника Головвугілля Наркомату важкої промисловості СРСР.
Заарештований органами НКВС 11 червня 1938 року. 28 серпня 1938 року засуджений до вищої міри покарання і у той же день страчений у Москві. Посмертно реабілітований у 1957 році.